# براندون ألين (لاعب كرة قدم)
براندون ألين (بالإنجليزية: Brandon Allen)‏ (8 أكتوبر 1993 في الولايات المتحدة - ) هو لاعب كرة قدم أمريكي في مركز مهاجم ‏.

## وصلات خارجية
- براندون ألين على موقع الدوري الأمريكي (الإنجليزية)
- براندون ألين على موقع قاعدة بيانات كرة القدم.إي يو (الإنجليزية)
- براندون ألين على موقع Soccerbase.com (لاعب) (الإنجليزية)
- براندون ألين على موقع Soccerway.com (الإنجليزية)
- براندون ألين على موقع عالم كرة القدم.نت (الإنجليزية)
- براندون ألين على موقع AS.com (الإسبانية)